# こんなアタシでも…
『こんなアタシでも…』は、2001年7月27日にWINTERSから発売されたアダルトゲームである。
2005年4月28日には、本作およびその後日談である「こんなアタシでゴメンなさい」（以下：「こんゴメ」）を収録したオムニバスゲーム『こんなアタシでゴメンなさい…〜真冬外伝〜』が発売された。さらに、2018年8月1日に発売された『WINTERSぜんぶ』にも本作が収録されている。
本作は、誰とでも寝てしまう少女・東雲真冬を描く作品となっている。

## 登場人物
遠井 敦規
本作の主人公。
東雲 真冬（しののめ まふゆ）
声：文月かな
本作のメインヒロインであり、ラブレスセックス願望を持っている。
葉川 有香（はがわ ゆか）
主人公の幼馴染。
湖北 洋子（こほく ようこ）
古本屋「BOOK クルーズ」の従業員。異性を苦手としており、主人公に対しても臆病な態度をとる。

## 反響
本作のヒロインである真冬の突飛なキャラクター性は、多くのアダルトゲームユーザーを困惑させた。また、即バッドエンドとなるような選択肢が用意されるというシステムも話題を呼んだ。

### 評価
本作はアダルトゲーム雑誌「BugBug」が2001年に集計した各種ランキングにおいては圏外だったものの、同誌の2002年4月号に掲載された企画「言いたいホーダイ2001年 編集部㊙座談会」においては本作を評価する声があがった。また、同座談会では、違う意味での鬱ゲーとの声も上がっていた。